# Джей Кей Симънс
Джонатан Кимбъл „Джей Кей“ Симънс (на английски: Jonathan Kimble 'J. K.' Simmons) (роден на 9 януари 1955 г.) е американски актьор.

## Биография

### Кариера
Познат е с ролята си на Джей Джона Джеймисън във филма „Спайдър-Мен“ и неговите продължения, както и с тази на Уил Поуп в сериала „Разобличаване“. За ролята си на Терънс Флечър във филма „Камшичен удар“ печели наградите Оскар, Златен глобус и БАФТА в категориите за най-добър поддържащ актьор.

### Личен живот
Симънс и съпругата му Мишел имат две деца – Джо и Оливия.

## Избрана филмография
| година | филм                     | оригинално заглавие   | роля              | режисьор            |
| ------ | ------------------------ | --------------------- | ----------------- | ------------------- |
| 1999   | Правилата на дома        | The Cider House Rules | Рей Кендал        | Ласе Халстрьом      |
| 2002   | Спайдър-Мен              | Spider-Man            | Дж. Дж. Джеймсън  | Сам Рейми           |
| 2004   | Убийците на старата дама | The Ladykillers       | Газ Панкейк       | Братя Коен          |
| 2007   | Джуно                    | Juno                  | Мак Макгъф        | Джейсън Райтман     |
| 2013   | Джобс                    | Jobs                  | Артър Рок         | Джошуа Майкъл Стърн |
| 2014   | Камшичен удар            | Whiplash              | Терънс Флечър     | Демиън Шазел        |
| 2015   | Терминатор: Генисис      | Terminator Genisys    | Детектив О'Брайън | Алън Тейлър         |